# 알카에다 이슬람 마그레브 지부

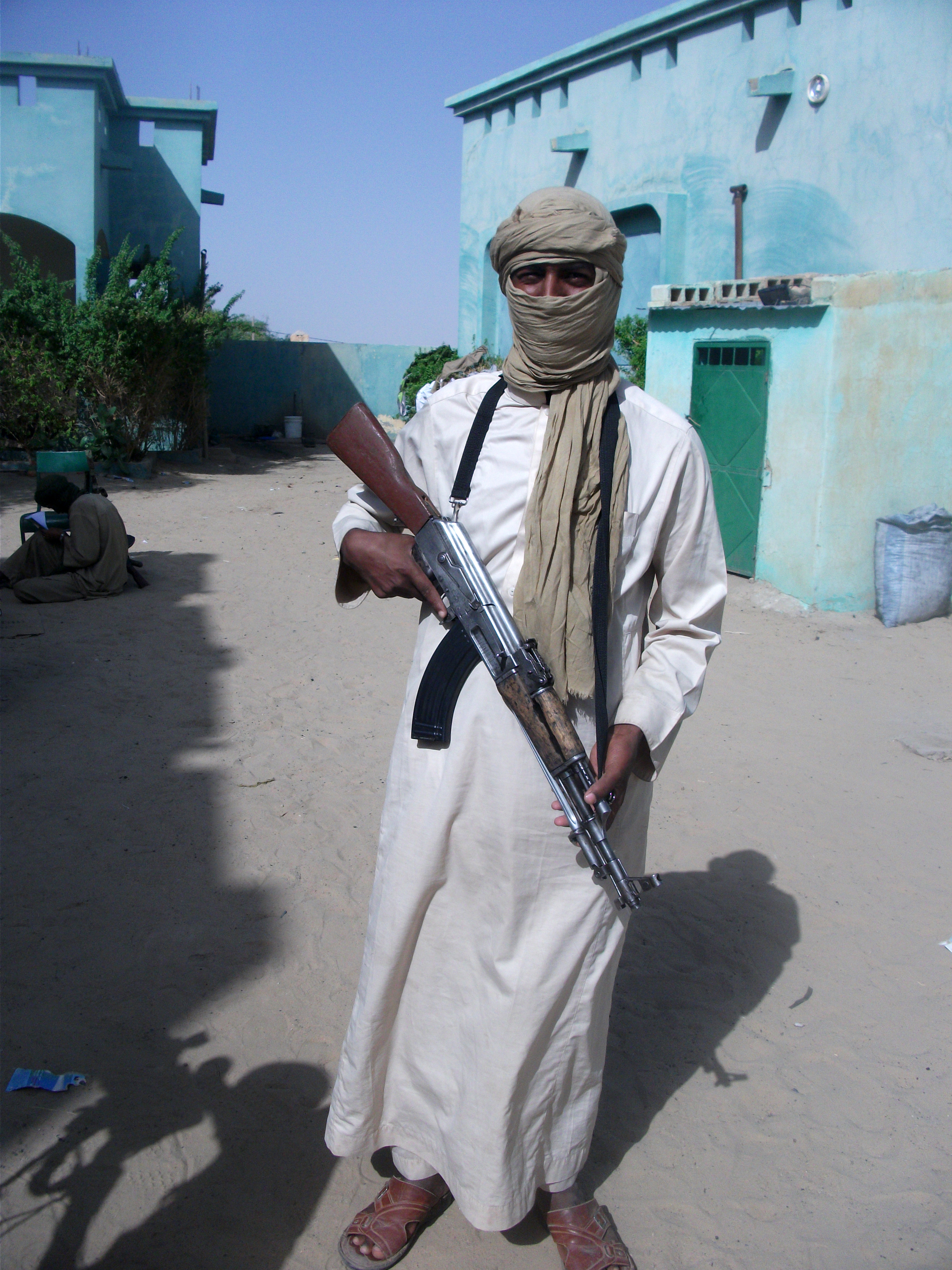
사헬에서의 이슬람 마그레브 알카에다 군사

알카에다 이슬람 마그레브 지부(아랍어: تنظيم القاعدة في بلاد المغرب الإسلامي 탄짐 알카이다 피 빌라드 알마그리브 알이슬라미[*], 영어: Al-Qaeda in the Islamic Maghreb; AQIM)는 알카에다에서 분파된 알제리에 기반을 둔 무장단체이다. 지하드를 실천하기 위해 알제리에서 활동하고 있다.

## 같이 보기
- 마그레브 반란 (2002년~현재)